# Riverton (Nebraska)
Riverton je selo u američkoj saveznoj državi Nebraska. Prema popisu stanovništva iz 2010. u njemu je živjelo 89 stanovnika.